# Île Pelée
Pour l'Île Pelée au Canada, voir Pelée (Ontario).
L'île Pelée est une île française proche de Cherbourg-en-Cotentin. La digue Est de la rade de Cherbourg s'appuie sur l'île Pelée.

## Caractère insulaire
Augustin Lemaresquier écrit en 1943 dans son Histoire de Tourlaville : « L'île Pelée ne fut pas toujours, paraît-il, séparée du continent. De nombreux auteurs affirment que la séparation est relativement récente, d'autres le contestent : il semble que ces derniers sont dans le vrai. » D'après une carte datée de 1406 copiée sur un document plus ancien, la limite du littoral se situait plus loin au large de l'île Pelée. Un traité de pilotage, édité en 1483, donne des conseils aux navigateurs pour éviter l'île Pelée. Cependant, plusieurs érudits, comme Jean-Thomas Voisin-La-Hougue, prétendent que l'île Pelée tenait encore à la presqu'ile du Cotentin vers 1550. Henri Jouan, le directeur de la société nationale académique de Cherbourg, attribue quant à lui la séparation de l'île du Cotentin aux cataclysmes de 702 et 1244 qui sont censés avoir englouti les forêts du littoral.

## Histoire
L'historien cherbourgeois Gilles-Pierre Avoyne de Chantereyne (1728-1789) pense que l'île a été anciennement recouverte de terre et que des titres de propriété existaient à Tourlaville pour des « droits en biens fonds »  et « des droits de gravage ». L'île est à cette époque un récif rocheux recouvert de varech.
En 1776, Cherbourg est choisi pour être le grand port stratégique français de la Manche. Un fort, exécuté sur les plans du directeur du génie Ricard (auquel Pierre-Jean de Caux de Blacquetot apporta des modifications en 1778), est commencé en 1777 et terminé en 1784. On évalue à quatre millions de francs la somme d'argent employée pour sa construction.

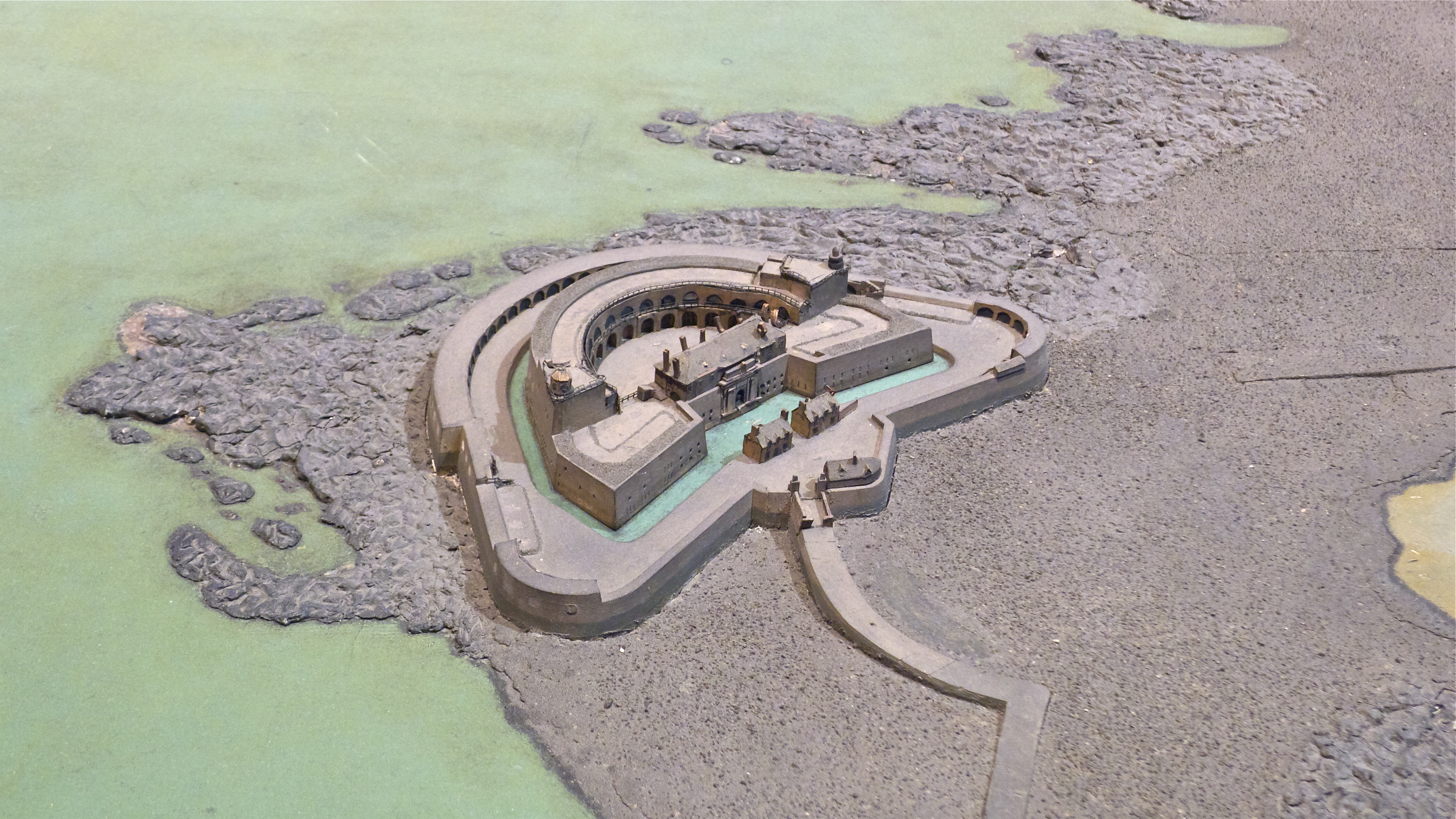
Maquette du fort de l'île Pelée
(état de 1872).

Ce fort, qui présente trois étages de feux, peut être armé de 108 bouches à feu. Louis XVI le visite en 1786, et met, dit-on, lui-même, le feu à un gros mortier, pour donner le signal d'une décharge générale. Il est composé par une citadelle de granite de Chausey, une fosse et une enceinte fortifiée. Cet ouvrage de défense change de nom selon les temps (fort Royal, fort National, fort Impérial). La République de 1848 lui donne simplement le nom du rocher sur lequel il est édifié. Depuis 1898, face aux mutations de l'artillerie, une chape de béton de cinq mètres recouvre la face nord de la citadelle.
Durant la Révolution française, le fort devient prison. Le premier prisonnier est le général chouan Pierre Dezoteux de Cormatin, emprisonné de 1795 à 1800. Le conventionnel Vadier, membre du Tribunal révolutionnaire y est emprisonné avec sa femme de 1797 à 1799. Il est rejoint peu après par le conspirateur babouviste Philippe Buonarroti et quatre complices.
Entre 1890 et 1894, une digue reliant l'île à la côte, avec une passe d'une cinquantaine de mètres ménagée en son milieu, et un petit port situé sur l'île sont édifiés par l'ingénieur ordinaire des ponts et chaussées Paul Minard.
Vers la passe de l'est de la rade de Cherbourg, le fort comporte plusieurs casemates Haxo.
Le fort reçoit entre les deux guerres mondiales une batterie de DCA de 75 mm, d'où les encuvements surélevés sur ses dessus. Il fut question d'en réinstaller une, d'origine allemande, de quatre canons de 105 mm SK C/32 dans les années 1950 (travaux OTAN).
Un phare de 25 m de hauteur projette à 10 km en mer ses feux intermittents.
L'État a cédé en 2014 l'île Pelée, ancienne propriété de la Marine nationale, au syndicat mixte Ports normands associés (PNA).